# Vaughn Bishop
Vaughn Frederick Bishop (1946-marzo de 2023) fue un oficial de inteligencia estadounidense y ex director adjunto de la Agencia Central de Inteligencia (CIA) designado por el presidente Donald Trump. Bishop se unió a la CIA por primera vez en 1981 y se retiró en 2011. Regresó a la CIA cuatro años después para servir como Defensor del Pueblo de la CIA para la Objetividad Analítica durante el esfuerzo de modernización de la Agencia.

## Educación
Bishop obtuvo una licenciatura en ciencias políticas de la Universidad del Noroeste en 1968, una maestría en 1970 y un doctorado en Ciencias Políticas y Estudios Africanos en 1974. Antes de unirse a la CIA, Bishop se desempeñó como profesor asistente de ciencia política en la Universidad Emory en Atlanta, Georgia.

## Carrera en la CIA
Bishop se unió a la CIA en 1981. A principios de la década de 1990, dirigió el Grupo de Trabajo de la CIA en Somalia. De 1996 a 1999 se desempeñó como Jefe de Estación, donde se centró en la creación de asociaciones clave para combatir el terrorismo. De 1999 a 2001 fue representante de la CIA en PACOM. También dirigió los esfuerzos analíticos de la CIA en Asia, América Latina y África. De 2006 a 2009 fue responsable de formar una asociación de análisis crítico con un aliado importante. Luego se le pidió a Bishop que se desempeñara como Oficial de Inteligencia Nacional para África. Ascendió a vicepresidente del Consejo Nacional de Inteligencia en 2010. Se retiró de la CIA en 2011.